# توصيل بيني
في الاتصال عن بعد، يُمثل التوصيل البيني الربط المادي لشبكة الناقل بمعدات أو مرافق لا تنتمي إلى تلك الشبكة. وقد يشير المصطلح إلى وجود صلة بين مرافق الناقل والمعدات التي يملكها عميله، أو إلى اتصال بين ناقلين (أو أكثر).
وفي القانون التنظيمي للولايات المتحدة، يُعرف الربط البيني تحديدا بأنه «ربط شبكتين أو أكثر من أجل تبادل الحركة».
ومن الأدوات الرئيسية التي تستخدمها الهيئات التنظيمية لإدخال المنافسة في أسواق الاتصالات عن بعد فرض متطلبات الربط البيني على شركات النقل المهيمنة.

## التاريخ

### الولايات المتحدة
بموجب احتكار نظام بيل (لاحقا لقانون الاتصالات عام 1934)، امتلك نظام بيل الهواتف ولم يسمح بالاتصال البيني، سواء من الهواتف المنفصلة (أو غيرها من المعدات الطرفية) أو الشبكات الأخرى؛
بدأ هذا الحال في التغيير في حالة تاريخية حدثت في 1956، سمحت لبعض المعدات غير المملوكة لشركة بيل بالاتصال بالشبكة، وأعقبها عدد من الحالات الأخرى، والقرارات التنظيمية، وتشريعات أدت إلى تحول صناعة الهواتف الأمريكية لمسافات طويلة من حالة الاحتكار إلى حالة من النشاط التنافسي.
وقد تغير هذا في قرار كارترفون الصادر عن لهيئة الاتصالات الفيدرالية في عام 1968، والذي تطلب من شركات نظام بيل السماح بالاتصال البيني من قبل مشغلي الهواتف الراديوية.
أما اليوم فإن الموصل الكهربائي القياسي للتوصيل البيني في الولايات المتحدة، والكثير من العالم، هو معايير عائلة جاك المسجل القياسية من المعايير، وخاصة RJ11. 

### أوروبا
خارج الولايات المتحدة، يأخذ التوصيل البيني أو «أنظمة الترابط» في الاعتبار أيضا الترتيبات التجارية المرتبطة بها. وكمثال على استخدام الترتيبات التجارية، كان تركيز الاتحاد الأوروبي على «تشجيع» صاحبي المناصب على تقديم مجموعات من ميزات الشبكة التي تمكن المنافسين من تقديم الخدمات التي تتنافس مباشرة مع شاغل الوظيفة. علاوة على ذلك، فإن نظام الترابط (التوصيل البيني) الذي تقرره الهيئة التنظيمية له تأثير كبير على تطور / معدل نمو قطاعات السوق.